# Lukas Karlsson
Lukas Karlsson (1982. május 21. –) svéd válogatott kézilabdázó. A 178 cm magas és 82 kilós irányító jelenleg Dániában, a KIF Kolding csapatánál játszik. A 2009/2010-es szezonban igazolt a Koldingba a Viborg HK csapatától. 2007-ig a svéd Hammarby IF gárdáját erősítette.

## Csapatai
- Hammarby IF 2000-2007
- Viborg HK 2007-2009
- KIF Kolding 2009-

## Külső hivatkozások
- Eurohandball
- EHF Champions League